# Ganryū-jima
Ganryū-jima (巌流島?  antigüamente Funa-jima 船島) es una pequeña isla de Japón localizada en aguas del estrecho de Kanmon, entre las dos grandes islas de Honshū y Kyūshū. Es accesible vía transbordador desde el Puerto de Shimonoseki (下関港?). Es famosa por el duelo entre Miyamoto Musashi y Sasaki Kojirō. Fue llamada así por su aspecto similar a un bote, y luego renombrada en honor a la escuela de kenjutsu que Sasaki Kojirō había fundado.
En la isla existen unos cuantos monumentos, así como instalaciones para reuniones públicas, tales como la cinchada anual. A lo largo de la costa oeste se halla un camino de excursionismo, mientras que el otro lado se encuentra vallado.
La organización New Japan Pro Wrestling realizó dos partidos en la isla. Uno el 4 de octubre de 1987 donde Antonio Inoki derrotó a Masa Saito, y el otro el 18 de diciembre de 1991 donde Hiroshi Hase venció a Tiger Jeet Singh.